# Коваленский, Михаил Николаевич
Михаил Николаевич Коваленский (28 апреля 1874, Ефремов, Тульская губерния, Российская империя — 24 июля 1923, Гучково, Звенигородский уезд, Московская губерния, РСФСР, СССР) — русский историк, ученик В. О. Ключевского и В. И. Герье.

## Биография
Родился 28 апреля 1874 года в Ефремове в дворянской семье (отец — Николай Михайлович, мать — Надежда Фёдоровна). Семья Коваленских была в родстве с историком С. М. Соловьёвым и поэтом А. А. Блоком.
В 1894 году поступил на историко-филологический факультет Московского университета, который окончил в 1898 году. Дружил с Павлом Кисляковым, который учился на физико-математическом факультете практически в эти годы.
В 1898 году после получения диплома устроился на работу преподавателем истории на Пречистенских рабочих курсах, в частных женских гимназиях, а также Екатерининском институте. Наряду с педагогикой, практиковал журналистику. С 1902 по 1904 год вместе с Максимом Горьким, Антоном Чеховым и Викентием Вересаевым сотрудничал в газете Курьер. Возглавлял Московский союз учителей и деятелей средней школы.
С 1916 по 1917 год ему было запрещено заниматься педагогической деятельностью по причине участия его в революционном движении. Он был выслан в Майкоп и принудительно был назначен на должность нотариуса. Вскоре переехал в Екатеринодар, где служил в отделе народного образования. Во время становления РСФСР был приглашён в Майкоп, вновь приступил к преподавательской деятельности и преподавал в высшей партийной школе 9-й Армии, затем в педагогическом институте и наконец в КубаньГУ, где в 1921 году получил звание профессора. В том же году он временно был назначен на должность проректора там же.
В конце 1921 года вернулся в Москву и работал в Гуманитарно-педагогическом институте, во 2-м Московском университете, на рабфаке Горного института. Часто выступал на учительских конференциях и съездах и принимал участие в разработке школьных программ по истории. Являлся автором ряда исторических трудов и учебников по отечественной и всеобщей истории.
Был убит при невыясненных обстоятельствах 24 июля 1923 года, когда выехал из Москвы навестить свою сестру, проживавшую в 6 верстах от ж/д станции Гучково. Тело с простреленной головой было найдено в овраге по дороге от станции к месту проживания сестры. Портфель, принадлежавший профессору, пропал, но при этом золотое кольцо осталось на руке. Похоронен 29 июля 1923 года на Новодевичьем кладбище (4-м участок, ряд № 25, место 2).

## Семья
- Дед — Фёдор Лукич Морошкин
- Дед — Михаил Ильич Коваленский
- Бабка — Александра Григорьевна Коваленская
- Отец — Николай Михайлович Коваленский, товарищ прокурора
- Мать — Надежда Фёдоровна Морошкина (Коваленская), пианистка
- Сестра — Наталья Николаевна Коваленская (1892—1969), искусствовед
- Жена — Евгения Тимофеевна Соловьёва (Коваленская) (1884—1963), педагог
- Сын — Лев Михайлович Коваленский (1913—1934)
- Дочь — Татьяна Михайловна Коваленская (1908—1985), искусствовед
- Дочь — Марина Михайловна Коваленская (1918—1992), педагог
- Внучка — Наталья Абрамовна Барская (р. 1943), искусствовед, литературовед
- Правнучка — Елена Александровна Коваленская (р. 1980), педагог
- Двоюродный брат — Сергей Михайлович Соловьёв
- Троюродный брат — Александр Александрович Блок

## Сочинения
- Смутное время. Триста лет назад. 1611—1911. Архивная копия от 21 августа 2019 на Wayback Machine — М., 1911. — 60 с.
- Путешествие Екатерины II в Крым. Архивная копия от 18 июля 2019 на Wayback Machine — 2-е изд. — М.: Т-во Мир, 1920. — 128 с.
- Московская смута XVII века. Архивная копия от 17 июля 2019 на Wayback Machine — 2-е изд. — М.: Гос. изд-во, 1922. — 82 с.
- «Вчера и завтра. Как и откуда взялась новая красная Россия». 8-е изд. — М., 1925.